# Camiel Hillewaere
Camiel Hillewaere (14 mei 1902, Oudekapelle - 1 januari 1994, Nieuwpoort) was een Belgische gemeentelijke politicus.
Hillewaere werd in het begin van de Tweede Wereldoorlog burgemeester van Sint-Joris. Hij zou er drie decennia lang burgemeester blijven tot 1970. In 1971 werd Sint-Joris een deelgemeente van Nieuwpoort, en Hillewaere was zo de laatste burgemeester van Sint-Joris geweest.